# Rettgenstedt
Der Ortsteil Rettgenstedt gehört zu Ostramondra im Landkreis Sömmerda in Thüringen.

## Lage
Rettgenstedt liegt am Westrand von Ostramondra und auch am Südrand der Finne zwischen der Thüringer Pforte und Freyburg.

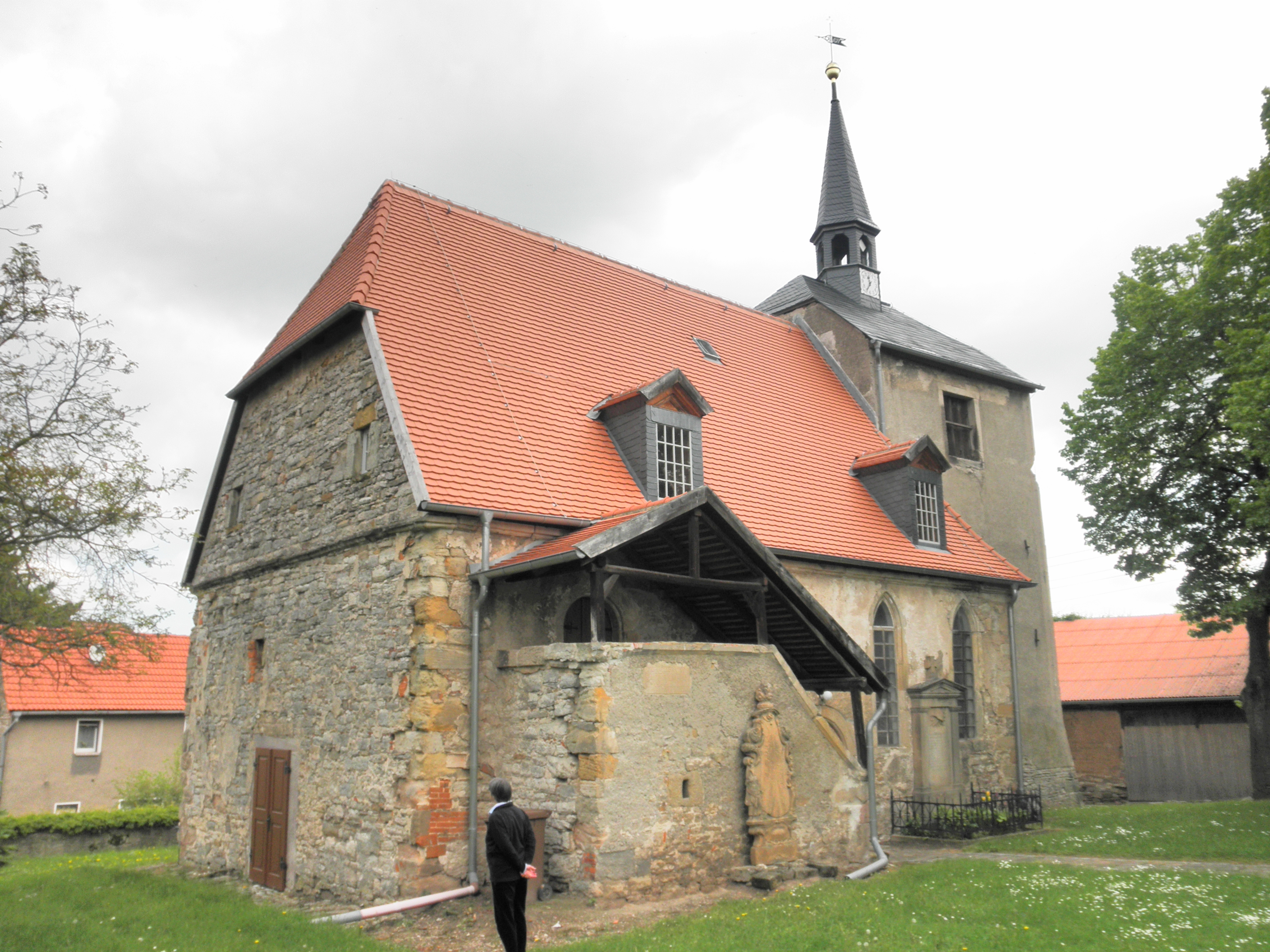
Evangelische Pfarrkirche St. Bonifatius

## Geschichte
In der Zeit von 842 bis 869 fand die urkundliche Ersterwähnung des Dorfes Rettgenstedt statt. Eine erste Kirche hat es bereits im 13. Jahrhundert gegeben. Die heutige Kirche wurde aber erst 1576 gebaut. Ab 12. Februar 1937 wurde der Ort als politische Gemeinde aufgehoben und Ostramondra angegliedert.

## Persönlichkeiten
- Fedor Bech (* 30. März 1821 in Rettgenstedt; † 6. Oktober 1900 in Zeitz), Philologe und Pädagoge